# Фарнокија (Лука)
Фарнокија је насеље у Италији у округу Лука, региону Тоскана.
Према процени из 2011. у насељу је живело 108 становника. Насеље се налази на надморској висини од 637 м.